# کولبی (کانزاس)
کولبی (به انگلیسی: Colby) شهری در ایالت کانزاس کشور ایالات متحده آمریکا است که جمعیت آن در سرشماری سال ۲۰۱۰ میلادی، ۵٬۳۸۷ نفر بوده‌است.